# Cladorhiza inversa
Cladorhiza inversa är en svampdjursart som beskrevs av Ridley och Arthur Dendy 1886. Cladorhiza inversa ingår i släktet Cladorhiza och familjen Cladorhizidae.
Artens utbredningsområde är havet utanför Brasilien. Inga underarter finns listade i Catalogue of Life.